# Churumuco de Morelos
Churumuco de Morelos es una localidad situada en el Estado de Michoacán, cabecera del municipio de Churumuco. Se ubica en la región de Tierra Caliente frontera con el estado de Guerrero, cerca del río Balsas, el cual divide a estos dos estados.  Se encuentra a 235 km de la capital del estado y tiene alrededor de 4407 habitantes. Churumuco de Morelos está a 200 metros de altitud.
Las principales actividades económicas de la población son la pesca, la agricultura, la ganadería y el comercio.

## Toponimia
El nombre Churumuco deriva del vocablo "Churumekua" que significa "pico de ave", en idioma purépecha, también transcripto como Ch'urhúmekua.

## Población
Cuenta con 4407 habitantes, lo que representa un decrecimiento promedio de -0.71% anual en el período 2010-2020 sobre la base de los 4725 habitantes registrados en el censo anterior. Ocupa una superficie de 4.477 km², lo que determina al año 2020 una densidad de 984,4 hab/km².
| Gráfica de evolución demográfica de Churumuco de Morelos entre 2000 y 2020 |
|                                                                            |
| Fuente: Instituto Nacional de Estadística Geografía e Informática          |

En el año 2010 estaba clasificada como una localidad de grado alto de vulnerabilidad social.
La población de Churumuco de Morelos está mayoritariamente alfabetizada (7.99% de personas analfabetas al año 2020) con un grado de escolarización en torno de los 7.5 años. Al 2020, ningún poblador de la localidad se reconoce como indígena.